# Kulcscsont

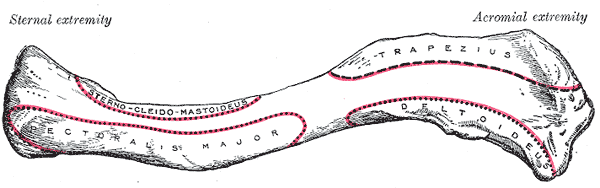
Az emberi kulcscsont. Az ábrán a vázizmok tapadásait jelölték.

A kulcscsont elhelyezkedése.

A kulcscsont (clavicula) a vállöv páros csontja. Kettős ívű csont, amely az álló emberben vízszintes helyzetű. A felkart köti össze a törzzsel.
Mediális vége a szegycsont markolatával (manubrium sterni) ízesül; a két csont ízületi felszíne között porckorong található. Az ízület neve: szegy–kulcscsonti ízület (articulatio sternoclavicularis). A kulcscsont laterális vége a lapocka vállcsúcsi nyúlványával (acromion) ízesül, az articulatio acromioclavicularis-t képezve.
A mediális vég kerek, a laterális inkább lapos.

## Klinikai vonatkozások
A kulcscsont törése igen gyakori, általában jóindulatú, műtéti kezelés nélkül jó eredménnyel gyógyul, de ritkán törését követő forradás során újonnan képződött csontszövet nyomást gyakorolhat a kulcscsont fölötti idegekre (nervi supraclaviculares), tartós, azonos oldali nyaki fájdalmat okozva. A csont két végéhez közeli töréseket gyakrabban indokolt műtéttel egyesíteni a jó vállövi funkció elérése céljából.